# ماريو كيسادا
ماريو كيسادا (بالإسبانية: Mario Quezada)‏ هو لاعب كرة قدم مكسيكي في مركز الدفاع، ولد في 2 مايو 1992 في دورانجو في المكسيك. لعب مع نادي بويبلا ونادي ديبورتيفو تولوكا.

## وصلات خارجية
- ماريو كيسادا على موقع قاعدة بيانات كرة القدم.إي يو (الإنجليزية)
- ماريو كيسادا على موقع Soccerway.com (الإنجليزية)
- ماريو كيسادا على موقع AS.com (الإسبانية)